# Agrarmarketing
Agrarmarketing bezeichnet die Lehre des Marketings in der Agrar- und Ernährungswirtschaft innerhalb des Fachgebiets Agrarökonomie. Der Sammelbegriff für alle an landwirtschaftlichen Fakultäten gelehrte Disziplinen lautet Agrarwissenschaften.

## Historischer Hintergrund
Während der Zeit des Nationalsozialismus war der gesamte Berufsstand der Landwirtschaft inklusive ihrer Verbände und Organisationen im sogenannten Reichsnährstand zusammengefasst.
Das Ansehen der Landwirtschaft sollte ebenso wie die Versorgungslage dadurch verbessert werden.
Nach dem Zweiten Weltkrieg war die Zeit des
Wiederaufbaus ebenfalls im Wesentlichen durch Versorgungsgedanken geprägt, die ein Marketing im klassischen Sinne kaum erforderlich machten. Agrarmärkte waren dadurch während der ersten Hälfte des zwanzigsten Jahrhunderts von einer Politik der Versorgungssicherung geprägt.
Bei der Gründung der Europäischen Union war der Bereich der Landwirtschaft der zweite Bereich nach Kohle und Stahl (Montanunion), der einer europäischen Regulierung unterworfen wurde. EU-Zahlungen an die Landwirtschaft waren ursprünglich als Maßnahmen zur Preisstabilität zur Abschwächung erntebedingter Preisschwankungen konzipiert.
Später dienten sie auch der Preisstützung, erhielten also eine einkommenssichernde Komponente.
Die daraus resultierende Überproduktion (z. B. sogenannte Butterberge) in vielen Bereichen machten in der Folge weitere Eingriffe zum Beispiel zum Abbau der Überschüsse erforderlich. So ist die Landwirtschaft bis heute innerhalb der Europäischen Union ein stark regulierter Bereich, dessen Ausgestaltung viele planwirtschaftliche Elemente enthielt und bis heute enthält.

## Entwicklung zum Agrarmarketing
Forschung und Lehre der Agrarökonomie konzentrierten sich bis zum Ende der sechziger Jahre des zwanzigsten Jahrhunderts daher auf das Fachgebiet der Agrarmarktlehre und der Agrarpolitik. Der Regelungsgedanke setzt sich in beiden Begriffen fort. Die Rolle der Landwirte selber wurde als Forschungsobjekt durch die Agrarwirtschaftssoziologie berücksichtigt. Erst in den siebziger Jahren erfolgte eine Hinwendung zum Marketing im klassischen Sinne. Der Wandel zur permanenten Überschussproduktion stellte sowohl volkswirtschaftlich Fragen nach der Lenkungswirkung der Agrarpolitik als auch betriebswirtschaftlich nach einem erfolgreichen Agieren auf Käufermärkten.
Der Landwirt wurde im Selbstverständnis des aufkommenden Agrarmarketing vom Objekt der Regulierung zu einem autark agierenden Wirtschaftssubjekt. Auch für die übrigen Elemente des Agribusiness in den vor- und nachgelagerten Stufen der Landwirtschaft waren auf der Basis der Agrarmarktforschung neue Antworten zu finden, die zum Beispiel mit der Suche nach zusätzlicher Wertschöpfung bei einem Rückgang der Verbraucherpreise für Nahrungsmittel und einem Rückgang der Konsumausgabenanteile für Lebensmittel verbunden waren. 

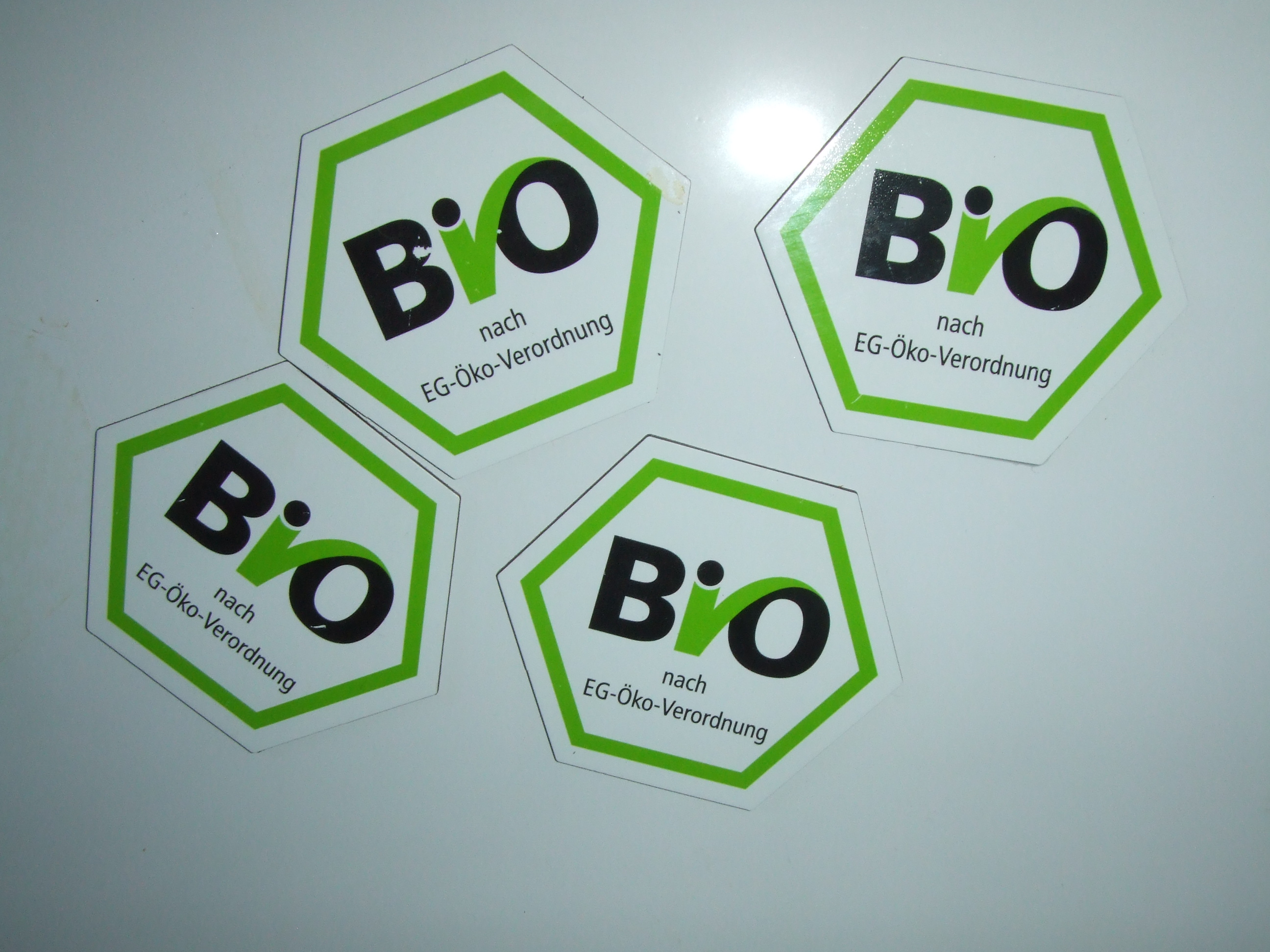
Gütezeichen: Biosiegel

Zu den typischen Themenfeldern im Agrarmarketing gehören sektorspezifische Fragestellungen wie zum Beispiel:
- Gemeinschaftsmarketing
- Regionalvermarktung z. B. mittels Herkunftsbezeichnung
- Direktvermarktung
- Gütezeichen (z. B. Biosiegel oder Tierwohllabel)
- Vertikale Kooperationen und Integration
- und anderes mehr